# Jake Grech
Jake Grech (Pietà, 18 de noviembre de 1997) es un futbolista maltés que juega en la demarcación de centrocampista para el Balzan de la Premier League de Malta.

## Selección nacional
Tras jugar con la selección de fútbol sub-17 de Malta, la sub-19 y la sub-21, debutó con la selección de fútbol de Malta el 29 de mayo de 2018. Lo hizo en un partido amistoso contra Armenia que finalizó con un resultado de empate a uno tras el gol de Ivan Yagan para Armenia, y de Andrei Agius para Malta.

## Clubes
| Club                  | País  | Año       | Partidos | Goles |
| --------------------- | ----- | --------- | -------- | ----- |
| Ħamrun Spartans F. C. | Malta | 2013-2017 | 60       | 26    |
| Birkirkara F. C.      | Malta | 2017-2019 | 47       | 17    |
| Hibernians F. C.      | Malta | 2019-2023 | 134      | 57    |
| Balzan F. C.          | Malta | 2023-2024 | 14       | 3     |
| Floriana F. C.        | Malta | 2024-     | 14       | 1     |

## Palmarés

### Títulos nacionales
| Título                  | Club             | País  | Año  |
| ----------------------- | ---------------- | ----- | ---- |
| Premier League de Malta | Hibernians F. C. | Malta | 2022 |
| Supercopa de Malta      | Hibernians F. C. | Malta | 2022 |